# Enrique Granados
Pantaléon Enrique Costanzo Granados y Campiña, španski skladatelj in pianist, * 27. julij 1867, Lleida, Katalonija, † 24. marec 1916, Rokavski preliv.  
Granados je glede na značilni španski slog svojih kompozicij obravnavan kot predstavnik španskega nacionalizma. Bil je tudi nadarjen slikar, ustvarjal je v slogu Goye.

## Življenje
Kot mladenilč je študiral klavir v Barceloni, med njegovimi učitelji sta bila Francisco Jurnet in Joan Baptista Pujol.  Leta 1887 je odšel v Pariz, kjer je študiral pri De Beriotu in znanemu Felipu Pedrellu. V Barcelono se je vrnil leta 1889. Svoj prvi uspeh je dosegel v poznih 1890.-ih z zarzuelo Maria del Carmen, s katero je pridobil pozornost kralja Alfonsa XIII.
Leta 1911 je Granados krstno izvedel svojo suito Goyescas (za klavir), ki je postala eno njegovih najbolj slavnih del.  Suita je skomponirana po predlogi šestih Goyevih slik. Uspeh je bil velik, zato se je odločil razširiti delo; leta 1914 je napisal istoimensko opero, na žalost pa je začetek 1. svetovne vojne onemogočil evropsko premiero. Opera je bila prvič izvedena 28. januarja 1916 v New Yorku in je bila toplo sprejeta. Kmalu po tem je bil povabljen, da na solističnem recitalu igra za predsednika Wilsona. Žal je vabilo za recital dobil pozno in zamudil ladjo za pot v Španijo. Namesto tega se je z ladjo odpeljal v Anglijo, kjer se je vkrcal na francoski trajekt Sussex in se namenil v Dieppe (Francija). Na poti preko Rokavskega preliva je nemška podmornica torpedirala trajekt. V neuspelem poskusu, da bi rešil svojo ženo Amparo, ki jo je videl v vodi, je skočil iz rešilnega čolna in se utopil. Ironično, vse življenje se je bal vode, njegovo prvo oceansko potovanje pa se je končalo tragično.

## Glasba in vplivi
Granados je komponiral klavirsko glasbo, komorno glasbo (klavirski kvintet, glasbo za violino in klavir, pesmi, zarzuele in orkesterski tonski poem po Dantejevi Božanski komediji. Mnogo njegovih skladb je bilo aranžiranih za kitaro in te so obravnavane kot del železnega repertoarja za to glasbilo, npr. Dedicatoria in Danza No. 5.
Granados je vplival najmanj na dva pomembna španska skladatelja in glasbenika Manuela de Fallo in Pabla Casalsa.

## Dela
- 12 Danzas españolas (1890) za klavir v štirih zvezkih: št. 1: Galante, Orientale, Fandango; št. 2: Villanesca; Andaluza; Rondalla aragonesa; št. 3: Valenciana; Sardana; Romántica; št. 4: Melancólica; Arabesca; Bolero.
- María del Carmen (1898), opera.
- Allegro de concierto (1903).
- Escenas románticas (1903) za klavir. Posamezni stavki so: Mazurca; Berceuse; Allegretto; Mazurka; Allegro appassionato; Epílogo.
- Dante (1908), simfonična pesnitev.
- Tonadillas (1910) za glas in klavir. Naslovi posameznih pesmi v zbirki so: Amor y odio; Callejeo; El majo discreto; El majo tímido; El mirar de la maja; El tra-la-la y el punteado; La maja de Goya; La Maja Dolorosa I, II y III; Ay majo de mi vida!, Oh muerte cruel!, De aquel majo amante; La currutacas modestas; Sí al retiro me llevas; El majo olvidado.
- Goyescas (1911), suita za klavir. Stavki: Los Requiebros; Coloquio en la Reja; El Fandango de Candil; Quejas ó la Maja y el Ruiseñor; El Amor y la Muerte; Epilogo (Serenata del Espectro).
- Bocetos (1912) ki vsebujejo: Despertar del cazador; El hada y el niño; Vals muy lento; La campana de la tarde.
- Colección de canciones amatorias (1915), za glas in klavir. Posamezne pesmi: Descúbrase el secreto; Mañanica era; Mira que soy niña; Gracia mía; Iban al Pinar; Lloraba la niña; No lloráis ojuelos.
- Goyescas, opera, 1916.
- 6 Estudios expresivos
- 6 Piezas sobre cantos populares españoles: Añoranza; Ecos de la parranda; Vascongada; Marcha oriental; Zambra; Zapateado.
- Madrigal, za violončelo in klavir.
- 7 Valses Poéticos, za klavir, med njimi št. 6 Vals Poético
- Trio, klavir, violino in čelo.